# Drutten och Gena
Drutten (ryska: Чебура́шка, Tjeburásjka) och Gena eller Jena (ryska: Ге́на, Géna) är en fiktiv duo av talande djur som för första gången figurerade i den sovjetiska barnboken Krokodilen Gena och hans vänner av Eduard Uspenskij. Gena är en krokodil medan Drutten är ett obestämt djur med stora öron som bara beskrivs som en "drutt".

## Namnet
Druttens namn "Tjeburasjka" (Чебурашка) på originalspråket kan härledas från det ryska ovanliga verbet "чебурахнуться" (tjeburachnutsja, "falla med brak"). I boken hittar en grönsakshandlare en liten figur i en låda full med apelsiner. Han tar upp den och försöker få den att stå upp, men den faller på grund av ömma ben efter den långa färden. Efter att ha försökt en andra gång säger han "–Ой, опять чебурахнулся!" (–Oj, opjat' tjeburachnulsja. –Aj, du föll igen!), och därmed hade Tjeburasjka fått sitt namn; "något som faller", som på svenska blivit Drutten.

## Böcker
- Krokodilen Gena och hans vänner (Крокодил Гена и его друзья, 1966, översatt av Milena Parland 2005)[1]
- Tjeburasjka i jego druzia (Чебурашка и его друзья, 1970, tillsammans med R. Katjanovyj)
- Otpusk krokodila Geny (Отпуск крокодила Гены, 1974, tillsammans med R. Katjanovyj)
- Biznes krokodila Geny (Бизнес крокодила Гены, 1992, tillsammans med I. Je. Agron)
- Krokodil Gena — lejtenant militsii (Крокодил Гена — лейтенант милиции, 1998)
- Tjeburasjka uchodit v ljudi (Чебурашка уходит в люди)
- Pochisjtjenije Tjeburasjki (Похищение Чебурашки)
- Tjeburasjka i jego novyj drug Tjekrezjik (Чебурашка и его новый друг Чекрежик, 2008, tillsammans med Ju. A. Dubovskij)

## Filmatiseringar

### Sovjetiska dockfilmer (1969–1983)
Mellan 1969 och 1983 producerades en serie sovjetiska stop motion-animerade dockfilmer av filmstudion Sojuzmultfilm.
- 1969 — Krokodilen Gena
- 1971 — Drutten
- 1974 — Shapp och Klack
- 1983 — Drutten i skolan

Gena arbetar på zoo och får tanken att bygga ett Vänskapens hus, där alla ensamma djur ska få bo. Strax därefter träffar han på Drutten, ett litet djur med dåligt självförtroende, av en art ingen någonsin har sett förut. I sällskapet finns  också andra djur som känner sig utanför och en elak tant som heter Šapoklak (Chapeau-claque).
2005 utgavs kortfilmerna på DVD i Sverige under titeln Drutten & Krokodilen.

### Svensk TV-serie (1973–1988)
1973–1988 producerade Sveriges Television en dockfilmsserie med handdockor, inspirerad av den sovjetiska filmserien och omväxlande namngiven som Drutten & Jena och Drutten och Krokodilen. Den började sändas i Sveriges Magasin 1 september 1973 och fortsatte med 600–700 avsnitt. Sista avsnittet var ett specialinslag som sändes 1988. Det fanns också en tidning där Krokodilens namn stavades "Jena".
I föregångaren till Sveriges magasin, TV-programmet Halvsju, visade Lennart Swahn och dockan John Blund barnprogram i ett stående inslag. Bland annat visades de ryska dockfilmerna med Drutten och Gena. Dåvarande Sveriges Radio köpte två dockor från den sovjetiska televisionen och byggde upp ett eget programformat kring dem i Sveriges magasin, Drutten och Krokodilen i bokhyllan. De svenska rösterna gjordes av Agneta Bolme Börjefors och Sten Carlberg.
Carlberg skrev också musiken, sångtexterna och alla manus till den svenska versionen. Han byggde ganska lite på innehållet i de ryska böckerna och filmerna och odlade sin egen humor; Drutten kan rimma på sitt namn eftersom hon är Stockholmare: En liten drutt blir lätt trutt, Gena heter Gena eftersom hans mormor, som ropade "kom genast" till honom, inte kunde uttala "s" och "t".
Det svenska formatet resulterade i fyra LP-skivor och figurerna klädde omslaget på godis från Cloetta.

### Japanska serier (2003-2023)
Originalfilmerna var populära även i bland annat Japan. På Tokyo International Animation Fair 2003, förvärvade det japanska företaget SP International från Soyuzmultfilm rättigheterna att distribuera tecknade serier om Drutten i Japan fram till 2023. Den japanska TV-kanalen TV Tokyo visade 2009 26 stycken treminutersavsnitt av den nyproducerade animerade japanska TV-serien Cheburashka arere?.

### Filmatisering (2023)
1 januari 2023 släpptes en live-actionfilmatisering av Drutten och Gena som producerats av Yellow, Black and White och START med stöd från Sojuzmultfilm. I filmen är Gena en människa som är trädgårdsmästare istället för krokodil.

## Figurerna i andra medier

### I Sverige
Ett urval från de fyra LP-skivor (både utgivna som Drutten och Krokodilen och Drutten å Gena) som gjordes med Drutten och Gena har återutgivits på cd, med titeln Våran CD. En kortlivad serietidning, som byggde på fotomaterial från den sovjetiska TV-serien, gavs också ut i fyra nummer i mitten av 1970-talet. I tidningen figurerade också fotoreportage från andra sovjetiska tecknade serier och dockfilmer så som Umka och Vänta bara!. 
Bokförlaget Carlsen Comics gav 1975 ut Drutten och krokodilen – en tecknad filmsaga av Eduard Uspenskij och R. Katjanov i serien TV:s godnattsagor. År 2005 utkom Eduard Uspenskijs bok på svenska, på det finlandssvenska bokförlaget Söderströms.

## Utgåvor (urval)

### LP
- 1974 – Drutten och Krokodilen, LP (SR Records, RELP 1219)
- 1974 – Drutten och Krokodilen 2, LP (SR Records, RELP 1224)
- 1975 – Vår tredje skiva, LP (SR Records, RELP 1233)
- 1975 – M/S Läcker (Drutten å Gena), LP (SR Records, RELP 1251)

### DVD
- 2005 – Drutten & Krokodilen, Pan Vision (EAN 7391970000934)[3]